# 文加普爾河
文加普爾河是俄羅斯的河流，由亞馬爾-涅涅茨自治區負責管轄，屬於皮亞庫普爾河的右支流，河道全長319公里，流域面積8,710平方公里，河水主要來自融雪。